# Mira Mezini
Mira Mezini (ur. 18 listopada 1966) – albańska informatyczka i inżynierka oprogramowania, doktor honoris causa Uniwersytetu Tirańskiego, w latach 2014–2017 prorektor Technische Universität Darmstadt.

## Życiorys
W latach 1984–1989 studiowała informatykę na Uniwersytecie Tirańskim, następnie przez rok pracowała na tej uczelni jako asystent. W latach 1990–1997 kontynuowała studia na Uniwersytecie w Siegen, na którym uzyskała doktorat z informatyki. Wyjechała do Stanów Zjednoczonych, gdzie przez trzy lata pełniła funkcję adiunkta na Northeastern University.
Od 2000 do 2002 roku pełniła funkcję profesora nadzwyczajnego informatyki na Technische Universität Darmstadt, następnie została profesorem na tejże uczelni. 1 stycznia 2014 roku objęła stanowisko prorektora na tej uczelni i piastowała je do 2017 roku.
W 2012 roku otrzymała grant od Europejskiej Rady ds. Badań Naukowych o wartości 2,3 mln euro. W tymże roku uzyskała także tytuł doktora honoris causa Uniwersytetu Tirańskiego. Należy do instytutu badawczego Athene.
Poza ojczystym językiem albańskim deklaruje także znajomość języków angielskiego, francuskiego i niemieckiego.

## Nagrody
W latach 2005 i 2006 otrzymała IBM Eclipse Innovation Award.
W 2013 roku za swoją działalność naukową została nagrodzona przez Europejską Radę ds. Badań Naukowych.
W marcu 2018 została jedną z laureatek nagrody Google Faculty Research Awards; otrzymała dofinansowanie w wysokości 70 tys. euro.

## Życie prywatne
Zamężna, ma jedno dziecko.